# Oh Father
Az Oh Father című dal Madonna amerikai énekesnő negyedik kimásolt kislemeze a Like a Prayer című negyedik stúdióalbumáról. A kislemezt a Sire Records jelentette meg 1989. október 24-én. A dalt korábban nem jelentették meg Európában 1995. december 24-ig, amikor megjelent a balladákat tartalmazó Something to Remember című válogatásalbum. A dalt Madonna és Patrick Leonard írta. Az "Oh Father" összefüggésbe hozható azzal, hogy Madonna életében a férfiak tekintélyes alakjai voltak jelen, legfőképpen apja Tony Ciccone. Madonna és az apja közötti kapcsolat, édesanyja 1963-ban bekövetkezett halála, majd apja két évvel későbbi házassága után romlott meg. A Like a Prayer album készítésekor Madonna személyes problémái miatt különös érzelmi állapotban volt, mely az "Oh Father" című dalban is tükröződik.
Zeneileg a dal egy barokk pop ballada. A dalt a New York-i Garment District-ben rögzítették. Leonard különböző típusú akkord progressziót állított össze, és elkészítette a dallam alapvázlatát, melyet végül Madonna alakított, és írt hozzá dalszöveget. A dal éneklése közben a hangzás kontrasztját a húros hangszerek, zongorák, hegedű és dobok hangja adja. Az "Oh Father" pozitív értékeléseket kapott a zenekritikusoktól, azonban kereskedelmi szempontból kevésbé volt sikeres, mint korábbi kislemezei. A legtöbb országban, ahol megjelent a dal, nem érte el a legjobb 10 helyezést sem, kivéve Finnországban, ahol a 6. helyre került. Ezzel vége lett az Egyesült Államokban a 25 egymást követő Top 5-ös kislemez helyezés sorozatának a slágerlistán.
A dal zenei videójában Madonna kísérletet tett arra, hogy átölelje, majd elfogadja anyja halálát. A rendező David Fincher fekete-fehér klipet forgatott a dalhoz, melyben egy kislány játszik a hóban, amikor anyja meghal. A felnőtt Madonna követi a gyermeket és énekli a dalt, miközben a gyermek elfut erőszakos apja elől. A véleményezők szerint ezt az önéletrajzi videót a Rolling Stone a 100 legnépszerűbb videó között jegyzi. A tudósok megfigyelték, hogy Madonna személyisége hogyan oszlik szét a gyermek és a felnőtt között a videóban, melyet az egyik író olyan helyzetben ír le, amelyben az ébredéskor bemutatott, elhajló ajkú halott anyát mutatják, mint az egyik legzavaróbb jelenetet a mainstream zene történetében. A jelenet inspirációja Madonna anyja temetéséről való emléke. A dalt Madonna csak a Blond Ambition World Tour-on mutatta be 1990-ben, melyben Madonna egy olyan nőt ábrázolt, aki harcolt azért, hogy megtalálja saját vallását.

## Előzmények

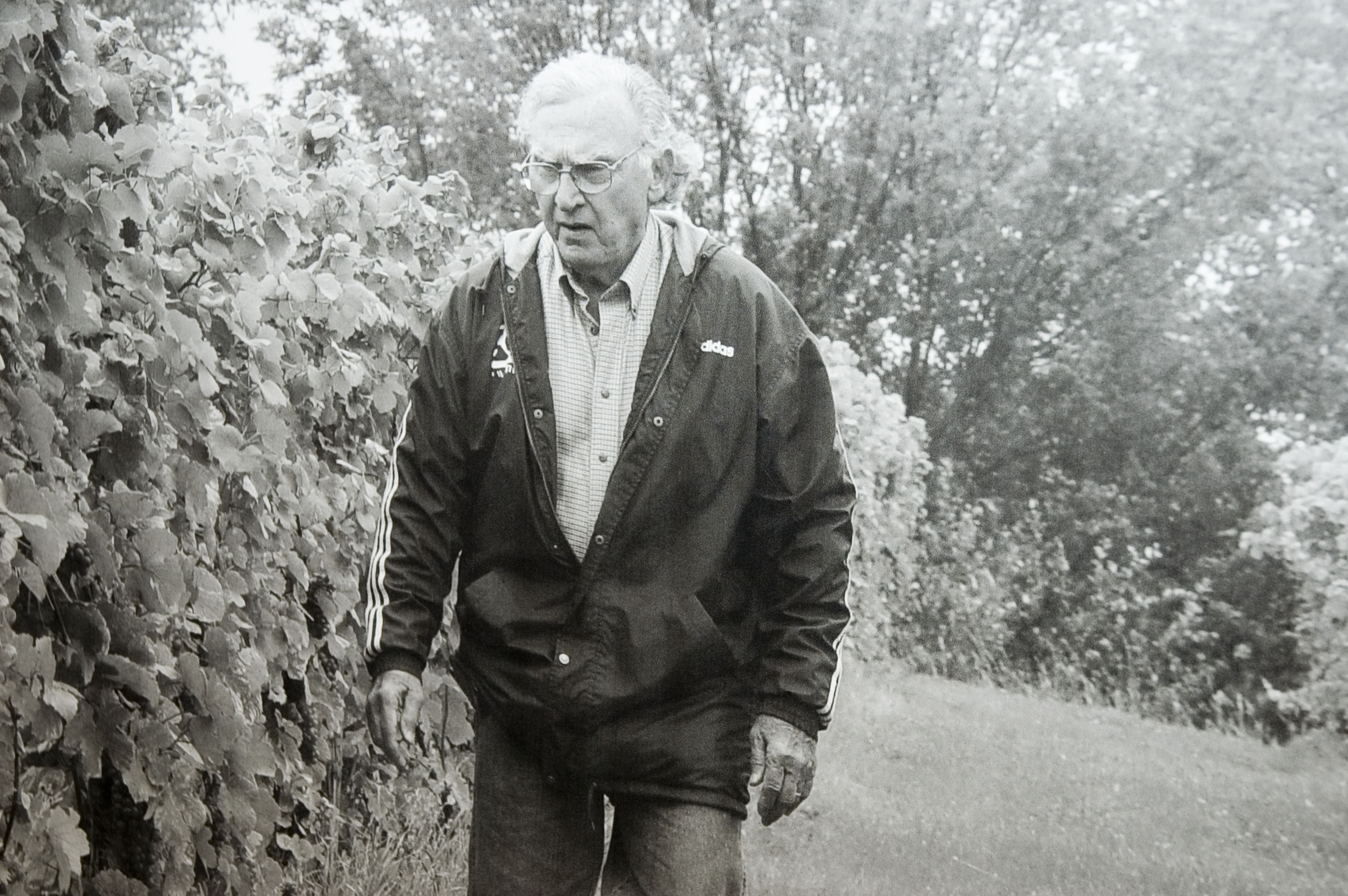
Madonna apja, Tony Ciccone 2009-ben. Madonna és anyja halála utáni kapcsolata inspirálta az "Oh Father" című dalt.

Madonna ötéves volt, amikor 1963-ban édesanyja Madonna Ciccone 30 éves korában meghalt emlőrákban. Az ezt megelőző hónapokban Madonna észrevette anyja viselkedésének és személyiségének változásait, aki figyelmes háziasszony volt, de még nem értette az okokat. Mrs. Ciccone hogy megmagyarázza súlyos egészségi állapotát, gyakran sírni kezdett, amikor  Madonna megkérdezte mi a baja. "Emlékszem, hogy erősebbnek éreztem magam, mint ő" - nyilatkozta Madonna. "Olyan kicsi voltam, mégis úgy éreztem, hogy ő a gyerek". Madonna később elismerte, hogy nem értette meg anyja halálát.

"Olyan sok ki nem mondott szó, meggondolt, és meggondolatlan érzelem, megbánás, bűntudat, az elvesztés, a harag, a zavar... Láttam anyámat aki nagyon szépnek tűnt, és úgy feküdt, mintha egy nyitott koporsóban aludna. Anyám szája viccesnek tűnt, azonban némi időbe telt, mire rájöttem, hogy felvarrták. Abban a szörnyű pillanatban elkezdtem megérteni, hogy örökre elveszítettem. Anyám végső képe, egyszerre békés, de groteszk, mely ma is kísért"

Madonna megtanult vigyázni magára és testvéreire, és apja anyjához fordult abban a reményben, hogy talál valami vigaszt és anyait. A Ciccone testvérek nehezteltek a házvezető nőre, és mindenki ellen, akit apjuk a házukba hozott, hogy anyjuk helyébe lépjen. A Vanity Fair interjúban Madonna elmondta, hogy ifjúkorában magányos lánynak tartotta magát, aki mindig keresett valamit. "Nem voltam lázadó, bizonyos módon nem voltam lázadó. Fontosnak tartottam, hogy mindig legyen valami jó. Nem borotváltam a hónaljamat, és nem sminkeltem úgy magam. Tanultam, jó jegyeim voltak. Lenni akartam valaki".  Abban a rémületben élni, hogy apját Tony Ciccone-t is el lehet tőle venni, Madonna gyakran nem tudott aludni, hacsak nem volt az apja közelében. Édesanyja halála után két évvel apja feleségül vette a család házvezető nőjét, Joan Gustafsont. Madonna ekkor kezdte kifejezni haragját apja felé, és hozzáállása megváltozott. Lázadó lett. Az interjúkban Madonna elmondta, hogy mint minden fiatal lány, szerelmes volt az apjába, és nem akarta elveszíteni. "Elveszítettem anyámat, és apám az enyém volt. Amikor feleségül vette a mostohaanyámat, úgy döntöttem nincs szükségem senkire. Sokáig utáltam az apámat."

## Dalírás és inspiráció
Amikor Madonna elkezdett dolgozni negyedik stúdióalbumán, a Like a Prayer címűn, meglehetősen erőteljes érzelmi állapotban volt. Ekkor vált el férjétől Sean Penntől, és ekkor ünnepelte 30. születésnapját is. Kedvezőtlenül alakultak színészi alakításai. Bizonyos személyes dolgok jártak a fejében, melyeket szeretett volna az album zenei irányába terelni. Az album dalainak írása közben Madonna egy Speedway the Plough című Broadway produkcióban vett részt, melyben Karent, a filmgyártó titkárnőjét alakította, aki fogadott barátaival. Karen később bosszút áll, de ugyanolyan magányos, és meggyőzőnek látszik mint azok a férfiak, akik részt vettek a fogadásban, és kihasználták őt. Madonna csalódott volt a szerep, és a negatív fogadtatás miatt, melyet beleírt a dalszövegekbe, melyek azokban a dalokban is benne vannak, mint a "Till Death Do Us Part", "Promise to Try" és az "Oh Father". Madonna megpróbálta magát megtisztítani személyes paranoiájától, és démonaitól.
Az író és producer Patrick Leonard az "Oh Father" című dalban újra megvizsgálta azt a fájdalmat, és zavart, amelyek Madonna és az apja közötti kapcsolatot jellemezték. Madonna soha nem magyarázta meg a dal mögötti inspirációt, kivéve azt, hogy a dal az apjáról szól, és tisztelgés a Simon and Garfunkel duó előtt, mely a kedvenc együttese volt abban az időben. A dal iránti értelmezést Madonna meghagyta a kritikusoknak.
Bár az énekesnő soha nem említett fizikai bántalmazást a családjában, azt azonban elmondta, hogy apja szigorú volt vele, és mostohaanyja is keményen viselkedett vele. A szerző Lucy O'Brien Madonna: Like an Icon című könyvében azt írta, hogy a dal inkább az érzelmi gondatlanságból származik, amivel Madonna szembesült bánatában, miután édesanyja meghalt. Amikor apja újra megházasodott, feleségének gyerekeivel gyakran közösen magukra hagyták őket. O'Brien úgy vélte, hogy Madonna lánykorában öröm nélkül volt, melyre az "Oh Father" jó példa az énekesnőnek, hogy fantáziáját felhasználva megszabaduljon a gyermekkorától,miközben apját hibáztatja. Tony később ezt mondta: "Lehet, hogy nem vagyok a legjobb apa a világon, de az élet nem volt könnyű számunka, és ezt Nonni (Madonna beceneve) mindezt tudja.

## Felvételek és összetétel
Amikor Madonna felvette az "Oh Father" című dalt, a Speed-the Plow szerepe során elgondolkodott, és érzelmeit a dal felvétele során vezette le. Bill Meyers aki részt vett a Like a Prayer dalok elrendezésében, emlékezett arra, hogy az "Oh Father" című dalon együtt dolgozott Madonna Leonarddal, a koszos kis Garment District stúdióban, New York-ban. A hely groteszkszerűen piszkos és szűk volt.
Elmondása szerint Madonnát a dal éneklése közben olyan témák foglalkoztatták, mint a Vérfertőzés és a családon belüli erőszak. Gyermekkori bizonytalanságai azonban megmutatkoztak a hangszeres előadás során. Meyers azt mondta, hogy Madonna ha laposan énekel, akkor azt következetesen folytatja, mivel nem szerette megváltoztatni a hangját, vagy magát a hangzást. Madonna emlékezett arra, hogy Leonard ekkor a dal dallamára gondolt. Miután a keverés befejeződött, Meyers elismerte, hogy ez volt Madonna legerősebb vokális előadása.
A barokk pop balladában Madonna változtatja hangszínét. A dal hegedű hangokkal kezdődik, körülbelül 28 másodpercig, majd dobgép, és húros hangszerek, zongora valamint hegedű játéka hallatszik. Ekkor Madonna ezt énekli a kórussal együtt: "You can't hurt me now, I got away from you, I never thought I would." A hegedű és dobhangok a kórus befejeztével folytatódnak, majd a következő szakaszban visszatérnek. Ahogy Madonna az "Oh father I have sinned" szavakat énekli, a hegedű hangok magasabban szólalnak meg. A második kórus után egy hangszeres rész következik, amikor az énekesnő felismeri, hogy apja nem akarja bántani, de még mindig menekül előle. A dal gitárral ér véget, ahogyan a hegedű hangok alatt Madonna hangja elhalkul. Egy interjú során Madonna Paul Zollo-nak nyilatkozva ezt mondta: "Az Oh Father című dal apámra Tonyra, Istenre, vagy az élet összes tekintéjére utalhat". 2014-ben a Like a Prayer 25. évfordulója alkalmából Madonna a Billboard magazinnak az alábbiakat mondta a dalról:

"A kedvenc dolog, melyet valaha is felvettünk, vagy írtunk, az az "Oh Father" című dal, mert tudtuk, amikor csináltuk, hogy van valami, ami bizonyos szempontból valódi dolog. A dal felvételi gombját csak háromszor nyomták meg. Így van, tehát igazi. Ez az,amit igazán csinálni akartam, és elég kedves volt ahhoz, hogy azt mondjam, 'próbáljuk újra, ami nem volt könnyű ".

## Kritikák
Az "Oh Father" általában pozitív kritikákat kapott. J. Randy Taraborelli az An Intimate Biography szerzője megjegyezte, hogy a dallal Madonna személyes tapasztalatainak a művészetbe történő átalakításával tette ki magát, és mindenki számára világos volt, hogy érezte-e a kapcsolatát apjával Tony-val. Rookyby úgy gondolta, hogy a dalban a jó pszichológiás kifejezése a 80-as évek elején rendkívül népszerű volt. Az "Oh Father" volt a legszánalmasabb és nagylelkűbb pillanat Madonna zenei karrierje során, és a dal valószínűleg inspirálta a gyermekkor felfedezését olyan kortárs művészek zenéjében, mint Kate Bush és Tori Amos. Különös tekintettel Bush "The Fog" című dalára az 1989-es The Sensual World című stúdióalbumáról, valamint Amos "Winter" 1992-es dalára hivatkozva. Leslie C. Dunn az Embodied Voices című könyvében azt írta, hogy a dal önéletrajzi jellege Madonna új oldalát mutatta be. Ugyanezzel a nézettel együtt Freya Jarman-Ivens azt nyilatkozta, hogy az "Oh Father" hatalmas nyilatkozatot tett apa és lánya kapcsolatáról. Allen Metz a The Madonna Companion szerzője a dalt egy komoly hordozható balladának írta el. O' Brien úgy érezte, hogy a hangszerelés drámai és egyben igényes.
Lennox Samuels a The Dallas Morning News-től úgy érezte, hogy az "Oh Father" fájdalomérzete sokkal relatívabb, mint bármely más Madonna dal.  Kevin Phinney a Like a Prayer album legerősebb és legmegdöbbentőbb dalának nevezte. Stephen Holden a The New York Times-től azt írta, hogy a dal nagyszabású hangszereléssel készült.  Stewart Mason AllMusic osztotta Holden véleményét, és az "Oh Father" című dalt úgy írta le, mint Madonna valaha legszebb ballada előadását.  Hozzátette, hogy a kórus felfelé történő ívelése, a dal puszta ragyogását mutatja, melynek során eltávolodik belőle az önsajnálat minden szennye. JD Considine zenei újságíró úgy érezte, hogy a dal "buja" elrendezése ellenére néhány dalszöveg nyugtalanító fájdalmat okoz. Hadley Freeman a The Guardian-tól megjegyezte, hogy az "Oh Father" dalszövegeinek vallásos jellege vonzza őt leginkább a dalban. A dalt negatívan fogadta Mark Browning a David Fincher: Films That Scar szerzője aki szerint a dal a leggyengébb erőfeszítés, és a szövegek inkább a zenei színháznak, mint a popdalnak szólnak. Az Entertainment Weekly-től Chuck Arnold azt írta, hogy Madonna, más dalokban is a családi problémákkal foglalkozik, de ez jobb, és az "Oh Father" című dalt az énekesnő 40. legjobb kislemezének sorolta. Judge Rodgers a 28. helyre sorolta a dalt a Madonna kislemezek között, aki a 60. születésnapjára ezt írta: "Buja vonósok, és basszusgitárosok ezen az 1989-es dalon. 2018 augusztusában a Billboard a dalt a 64. legnagyobb Madonna kislemezévé választotta, és azt írta, hogy a dal nemcsak megteremtette a hangot Madonna elgondolkodtató downtempójú dala számára, hanem egy korai zongora irányt mutatott a 90-es évek dalszerzői számára, mint például Tori Amos és Jewel.

## Sikerek
A dal az Egyesült Államokban 1989. október 24-én jelent meg, és a november 11-i héten az 55. helyen debütált a Billboard Hot 100-as kislemezlistán. Ez volt az első dal az 1984-es Holiday óta, mely nem lett Top 10-es az Egyesült Államokban, így csupán a 20. helyre került 1990. január 6-án. Ezzel véget is ért a 16 egymást követő Top 5-ös, és 17 Top 10-es kislemez helyezés. A dal összesen 13 hétig volt jelen a Hot 100-on. Kanadában az "Oh Father" az RPM Singles kislemezlistán a 84. helyen debütált 1989. november 11-én. Kilenc hét után a dal a 14. helyen állt meg, és összesen 15 hétig volt slágerlistás helyezés. A dal volt Madonna legalacsonyabb helyezést elért kislemeze Ausztráliában, ahol az 59. helyezett volt. Megtörve ezzel a 20 egymást követő 40 legnépszerűbb kislemezt.
Az "Oh Father" nem jelent meg kislemezen a legtöbb Európai országban egészen 1995. december 24-ig, amikor Madonna kiadta a balladákat tartalmazó Something to Remember című válogatásalbumát.  Az 1995-ben megjelent kislemez különböző dalokkal került kiadásra, mely tartalmazott egy fotót is az 1989-es videoklipből. A dal a 16. helyen debütált az Egyesült Királyság kislemezlistáján 1996. január 6-án. Ez volt Madonna karrierjének harmadik kislemeze, mely nem került be a legjobb tíz közé a Lucky Star (1984) és a Take a Bow (1994) után. A hivatalos adatok szerint a kislemezből 58.730 példányt értékesítettek az Egyesült Királyságban 2008 augusztusától. A dal felkerült az ír kislemezlistára is, ahol csupán egy hétig volt helyezett a 25. pozícióban 1996. január 4-én. A dal kereskedelmi szempontból sikeres volt Finnországban, ahol a 6. helyen végzett. Az European Hot 100 Singles listán a dal a 73. helyen debütált 1996. január 13-án. A következő héten is csupán a 62. helyre sikerült jutnia.

## Videóklip

### Összegzés
A videoklipet 1989 októberének utolsó hetében forgatták a Culver Studióban, Culver City-ben Kalifornia-ban. A klipet David Fincher rendezte, aki már dolgozott együtt Madonnával az Express Yourself videoklipben is. Carol Clerk a Madonnastyle írója szerint a klip "bántóan önéletrajzi". A videót fekete-fehérben készítették, mely egy fiatal nő halálának jeleneteit idézi elő, feltárva az apa és lánya közötti zavaros kapcsolatot. Az énekesnő egy 1991-es Vanity Fair interjúban elmondta, hogy emlékszik, hogy anyja ajka viccesnek tűnt a temetés során, ám amikor közelebb lépett, látta, hogy fel van varrva. Ez a kép évek óta kísérti Madonnát, és arra késztette, hogy kommentálja, hogy soha nem tudta megoldani az Elekta komplexusát.

Anyám elvesztésével, majd a halálával kapcsolatos bűntudattal kellett foglalkoznom, illetve azzal, amikor apám feleségül vette a mostohaanyámat. Egy dühös, elhagyott lány voltam. Még mindig mérges vagyok, és az mondom: "Bassza meg, bassza meg! - ez az amikor kiadom a mérgem. "Sérülök" - és azt hiszem ezek azok, melyek bekerültek a videóba.

A klip azzal kezdődik, hogy egy fiatal lány játszik a kertben, amikor elkezd esni a hó. A jelenet egy éjszakában ábrázolt ágyra változik, ahol egy fiatal nő látszik, aki meghalt. A férje lefedi egy fehér lepedővel, miközben a pap imádkozik érte. Madonna hosszú, fekete kabátot visel, és énekel egy dalt a hóval borított fa alatt, miközben a fiatal lány játszik halott anyja ékszereivel. A nő férje megjelenik, és rákiabál a lányra, aki eldobja a nő gyöngy nyakláncát, amely a kislány lábához esik. A felnőtt Madonna egy másik férfi mellett fekszik, ahogyan a kislány meglátogatja anyja sírját. A férfi feláll, és arcon csapja Madonnát a kislány előtt. Apja elviszi őt a temetőbe, ahol az anyja megcsókolja a lányt.
Amint az énekes sétál az erdőben, az apa bánatában iszik. Egy temetkezési jelenet következik, amely azt mutatja, hogy a lány az anyja felé lép, amikor azt látja, hogy az anya szája fel van varrva, elfut onnan. Madonna sétál egy háznál, ahol az árnyékok az apát szidják, és kiabálnak a lányhoz. Végül a temetőhöz sétál, és egy öreg férfi mellett áll, jelezve, hogy ő maga az ábrázolt kislány. A videó azzal ér véget, hogy a kislány az anyja sírja előtt táncol, miközben hullik a hó.

### Fogadás és elemzés
Madonna később elmondta, hogy a videó végén megpróbálta átölelni, és elfogadni anyja halálát. E. Ann Kaplan feminista író szerint a videó az 1941-es Orson Welles film, a Citizen Kane filozófiáját követi. A videót tipikus serdülőkori történetnek írja le nyugati kulturális értelemben. Ebben megemlíti Madonna elnyomó katolikus nevelését, és ellentmondó kapcsolatát a videóban szó szerint apjával, valamint szimbolikus kapcsolatát a Szent Atyával, a törvénnyel, és a pátriárkával.
Bruce David Forbes a Religion and Popular Culture in America szerzője úgy érezte, hogy a videó Madonna gyermekkori tapasztalataira támaszkodik, amikor dramatizálja erőfeszítéseit e kapcsolatok újratárgyalására szeretőjével, és apjával folytatott napi kapcsolatban, és a katolicizmusban, melyre az énekes utal a "Oh father I have sinned" szövegben. Leslie C. Dunn észrevette, hogy hasonlóan a Pepsi korábbi Like a Prayer című kislemezéhez Madonna személyisége gyermek és felnőtt szerepre oszlik. Dunn észrevette hogy a narratíva fejlődésével a gyermek énekel, ám a felnőtt Madonna hangján, amikor a felnőtt Madonna megjelenik a folyosón, egy gyermek árnyékában. Madonna ezekre a megfigyelésekre ezt válaszolta: "Azt hiszem ez volt a legnagyobb ok, hogy kifejezzem magam, hogy nincs anyám".
Dunn ezután arról beszélt, hogy a temetés helyszínén a gyerek megremegett, amikor látta, hogy az anyja koporsója becsukódott. A jelenetet a mainstream zenei videók egyik leginkább aggasztó szakaszának írják le, melyet Madonna emléke ösztönzött a koporsóban fekvő anya számára. Az 1991-es MTV speciális házigazdája Kurt Loder a Breakfast with Madonna című reggeli műsorban megkérdezte Madonnát a klipről: "Hogy elmondjam az igazat, nem tudom, hogy apám látta-e a klipet. Félek megkérdezni tőle". A klip premierje az MTV-n 1989. november 11-én volt, azonban a csatorna ki akarta hagyni azt a jelenetet a klipből, amikor az anya ajka látszódik. Madonna ezzel nem értett egyet, és úgy nyilatkozott, hogy megszünteti a csatornával kapcsolatos jövőbeni ügyleteket, mely arra késztette az MTV-t, hogy lejátssza a klipet. A zenei videót a Rolling Stone is elismerte, és a 100 legjobb zenei videó listáján a 66. helyre sorolta. 1991-ben a 33. Grammy-díj átadón a klipet a "Best Short Form Music Video" kategóriában jelölték. Madonna megbékélésről alkotott elképzelése mint az "Oh Father" mind a "Papa Don't Preach" című klipben szerepelt. A klip az 1990-es The Immaculate Collection DVD és VHS kiadásán is szerepel.

## Élő előadások és feldolgozások

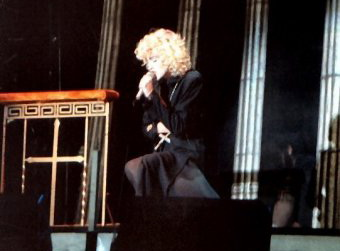
Madonna előadja az "Oh Father" és a Live to Tell című dalokat a Blond Ambition világturnén, miközben egy gyóntatópadon térdel. (1990)

Madonna az "Oh Father" című dalt az 1990-es Blond Ambition World Tour-on adta elő egy egyvelegben a Live to Tell című dallal együtt a show második szegmensében. A Like a Prayer előadásának befejezésekor Madonna aki kereszttel a nyakában volt látható, fején fátylat viselt, és egy gyóntató padon térdelt, miközben körülötte füst volt.  A "Live to Tell" című dalt a gyóntató padról kezdte el énekelni, római kori oszlopokkal, és egy gyertyákkal teli színpadon.  A dal közben az "Oh Father" csendült fel,  miközben a táncos egy fekete ruhában papot játszott.  Carlton Wilborn táncos emlékezett arra, hogy ez az előadás sok próbát igényelt, mivel a tánc Madonnát ábrázolta nőként, aki megpróbálta megtalálni vallását. Elmagyarázta: "Az egyik oldala tudta, hogy szükség van rá, a másik oldal ellenálló volt, és a táncunk képviselte a belső csatát". Az előadás végén Wilborn lehúzta Madonna fejét, mielőtt újra hátrahúzta volna, így ábrázolva a pap szerepét, aki megpróbálta felhívni Madonna figyelmét a vallás fontosságára. Két különböző felvételt rögzítettek az előadásról. Az egyik a Blond Ambition Japan Tour 90, melyet Jokohama-ban 1990. április 27-én rögzítettek.  A másik pedig Franciaországban került rögzítésre 1990. augusztus 5-én.
A My Vitriol brit alternatív együttes kiadta a dal rock változatát a 2001-es Finelines című albumukra. A dal feldolgozása folk rock stílusban szerepelt a Giant Drag 2007-es Madonna tribute válogatásalbumon. Sia 2010-es albumára vette fel a dalt saját változatában. K. Ross Hoffman az AllMusic kritikusa dicsérte ezt a változatot, mondván Sia hangja fájdalmasan hangzott, és emlékeztetett minden 90-es évek alt-rock dalszövegre. Caryn Ganz a Rolling Stone-tól úgy nyilatkozott a dalról, hogy Sia feldolgozása levegőssé és bolyhosabbá tette a dalt, valamint édesebbé.

## Számlista
| - CD single 1. "Oh Father" (edit) – 4:20 2. "Pray for Spanish Eyes" – 5:15 3. "Oh Father" (album version) – 4:58 - 7" / Cassette single 1. "Oh Father" (edit) – 4:20 2. "Pray for Spanish Eyes" – 5:15 | - UK Cassette single (1995) 1. "Oh Father" (album version) – 4:58 2. "Live to Tell" (live edit from Ciao Italia) – 6:22 - UK CD single (1995) 1. "Oh Father" (album version) – 4:58 2. "Live to Tell" (live edit from Ciao Italia) – 6:22 3. "Why's It So Hard" (live from The Girlie Show) – 5:12 |

## Közreműködő személyzet
| - Madonna - dalszerző, producer - Patrick Leonard - dalszerző, producer, rendező - Bill Meyers - rendező - Bruce Gaitsch - akusztikus gitár - Chester Kamen - gitár - Guy Pratt - basszusgitár, dobprogramozás - Chuck Findley - rendező, réz | - Donna De Lory - háttér vokál - Niki Haris - háttér vokál - Paulinho da Costa - ütőhangszerek - Herb Ritts - borító fotós |

## Slágerlista
| Slágerlista (1989–90)          | Legjobb helyezés |
| ------------------------------ | ---------------- |
| Australia (ARIA)               | 59               |
| Kanada Top Singles (RPM)       | 14               |
| Franciaország (Single Top 100) | 26               |
| US Billboard Hot 100           | 20               |

| Slágerlista (1996)                    | Legjobb helyezés |
| ------------------------------------- | ---------------- |
| European Hot 100 (Music & Media)      | 62               |
| Finnország (Singlet Top 20)           | 6                |
| Írország (IRMA)                       | 25               |
| Italy (Musica e dischi)               | 6                |
| Egyesült Királyság (UK Singles Chart) | 16               |